# Janowo (Nowa Ruskołęka)
Janowo – część wsi Nowa Ruskołęka położona w Polsce, w województwie mazowieckim, w powiecie ostrowskim, w gminie Andrzejewo.
Janowo jest odrębnym sołectwem w gminie Andrzejewo.
W latach 1975–1998 miejscowość administracyjnie należała do województwa łomżyńskiego.